# بوليط حريري
بوليط حريري (الاسم العلمي:Boletus sericeus ) هو نوع الفطريات يتبع جنس البوليط من الفصيلة البوليطية.